# Просрочка
Просрочка — нарушение должником или кредитором предусмотренных законом или договором сроков исполнения обязательства. Ответственность за просрочку либо устанавливается нормативным актом, либо предусматривается сторонами в договоре. Должник отвечает перед кредитором за убытки, причинённые просрочкой, и за случайно наступившую во время просрочки невозможность исполнения обязательства. Если за просрочку исполнения должником установлено лишь взимание неустойки (пени), убытки, вызванные просрочкой, возмещению не подлежат.
Наличие либо отсутствие просрочек, их сроки и давность являются ключевыми фактами кредитной истории. При этом в мировой банковской практике при оценке кредитной истории из всей совокупности просроченных платежей принято выделять текущие просрочки. Текущие просрочки - это просроченные платежи, допущенные в течение 12 месяцев, предшествующих подаче клиентом заявки на кредит. В отдельных странах (Великобритания, Франция, Швейцария) к текущим просроченным платежам относят просрочки настоящего и предыдущего финансового года.